# Hi-Point (карабин)
Карабины Hi-Point — ряд карабинов, приспособленных под патроны 9x19 Parabellum.40 S&W, и.45 ACP. Использование простых полимеров и обычных сплавов металла привели к сокращению издержек производства и отпускной цены данной продукции. Карабин Hi-Point иногда неправильно упоминается как штурмовая винтовка; фактически это — только самозарядный карабин, приспособленный под стрельбу пистолетными патронами. Отдача от выстрела небольшая.
Карабин оказался на хорошем счету. В 1998 году было продано 28 000 экземпляров, и хороший сбыт продолжается до сих пор. После успеха Hi-Point 995 — оригинальной 9-миллиметровой версии, была создана модель Hi-Point 4095 для 40 калибра. Самая новая модель, Hi-Point 4595, была не менее успешна. За «не слишком внушительный вид» критики назвали карабин «оружие Планеты обезьян».
Карабин Hi-Point 995 использовал Эрик Харрис во время массового убийства в школе «Колумбайн», сделав из оружия 96 выстрелов.